# Bahareh Hedayat
Bahareh Hedayat (persan : بهاره هدایت, née en 1981) est une militante iranienne engagée pour les droits des femmes et des étudiants. Elle a notamment participé à l'élaboration de la campagne Un million de signatures visant à faire évoluer les lois discriminatoires à l’égard des femmes en Iran. Elle a été arrêtée et emprisonnée à plusieurs reprises par l'État iranien en raison de son engagement pour les droits civiques.

## Vie
Hedayat est membre fondatrice de la pétition pour les droits des femmes en Iran Un million de signatures,.
Elle a étudié à l'Université des sciences économiques de Téhéran.
Le 14 juin 2016, le Groupe de travail des Nations Unies sur la détention arbitraire émet un avis exigeant la libération immédiate de Hedayat, son emprisonnement depuis 2009 étant jugé arbitraire et contraire au droit international. Hedayat a été victime de négligence grave et s’est vu refuser l’accès à des soins médicaux à plusieurs reprises au cours de son incarcération. Elle s’est également vu refuser à plusieurs reprises les visites de sa famille ainsi que les appels téléphoniques,.

## Arrestations et emprisonnements
Hedayat est arrêtée à l'été 2007, puis libérée sous caution. Elle est de nouveau arrêtée et libérée en 2008  avant d'être condamnée en 2010 à neuf ans et demi de prison pour "propagande antiétatique",,,.
En janvier 2020, elle est arrêtée pour sa participation à un rassemblement pacifique visant à condamner l'attentat contre le vol 752 d'Ukraine International Airlines par les Gardiens de la révolution iraniens (IRGC). Elle est condamnée à quatre ans et huit mois de prison par le régime iranien.
Le 10 février 2020, elle est arrêtée par la police de sécurité de l’Université de Téhéran. Elle est ensuite emmenée à la prison de Qarchak et y entame une grève de la faim.
Hedayat est de nouveau arrêtée par les forces de sécurité à Téhéran le lundi 11 octobre 2022, au milieu des manifestations de Mahsa Amini. Après huit jours de détention, elle informe sa famille par téléphone du fait qu’elle est détenue dans le quartier 209 de la prison d’Evin, sans savoir pourquoi elle a été arrêtée ni quelles accusations sont portées contre elle.
Elle entame une nouvelle grève de la faim le 31 août 2023.

## Prix et reconnaissance
Hedayat a été honorée du prix Edelstam en 2012 en reconnaissance de son courage remarquable et de son engagement exceptionnel pour la défense des droits humains.